# Николаевск (Аляска)
Никола́евск (англ. Nikolaevsk) — статистически обособленная местность в боро Кенай, штат Аляска, США.
Население по данным переписи 2010 года — 318 человек, в основном старообрядцы, прибывшие из штата Вашингтон. Первоначально были переселены из России в Харбин (Китай), затем попробовали поселиться в Бразилии и Австралии, штате Орегон. В 1968 году ими был основан Николаевск.
В поселении есть почтовое отделение. К поселению ведёт асфальтированная дорога.
Расположено поселение на южном полуострове Кенай в центральной части Аляски.

## История
В 1967 году трое представителей русской общины из города Вудберн (Орегон) приехали оглядеться на Аляску. Местность им понравилась, место уединённое, есть четыре родника. Община купила за 14 000$ квадратную милю земли под поселение. В 1968 году представители общины начали строительство поселения.
Всего перебралось на Аляску 60 семей в составе 400 человек. Поселенцы начали с раскорчёвки тайги, строительства лесопилки, строительства жилья и хозяйственных построек. Начали возделывать землю. Мужчины пошли работать в мастерскую по изготовлению рыболовных катеров с целью накопить умения и опыт, впоследствии открыли свою небольшую верфь. Верфь выпускает в год по 13—15 судов со стеклопластиковым корпусом, пригодных для плавания в океане, на суда существует устойчивый спрос, они используются рыболовами.
Постепенно мужское население переключилось на рыболовство. Натуральное хозяйство, которым жили первые десятилетия, ушло в прошлое заброшено земледелие и содержание скота. Однако некоторые плотничают. Женщины ведут домашнее хозяйство и воспитывают детей.
В 1983 году была построена церковь. В 2014 году строилась вторая церковь. Все постройки в основном деревянные.
В Николаевске живут старообрядцы как признающие священство, так и не признающие (беспоповцы). Большинство довольно плохо говорят по-русски или вовсе утратили язык. Есть жители, хорошо говорящие на русском языке, но в их речи много заимствований из английского и американизмов. В местной школе уроки русского языка есть, 2 академических часа в неделю. Нынешние дома жителей построены в североамериканском стиле, мастеров, умевших рубить избы в русском стиле, в живых не осталось. В настоящее время уже появились семьи, в которых один из супругов американец.
В мае 2023 года старообрядческая община Николаевска, состоящая из о. Николы Якунины, его сына диакон Василия Якунина и около 20 семей присоединились к Русской православной церкви заграницей на правах единоверия. К этому времени община в значительной степени американизировалась, службы были переведены на английский язык.

## Население
По данным переписи 2010 года население Николаевска составляло 318 человек (из них 51,6 % мужчин и 48,4 % женщин), в местности было 107 домашних хозяйства и 79 семей. Расовый состав: белые — 92,5 %, коренные американцы — 3,5 %, азиаты — 0,3 % и представители двух и более рас — 3,5 %. Согласно оценочной переписи 2014 года население Николаевска составило 196 человек, причём 97 из них имели русское происхождение, 31 человек — немецкое происхождение, 20 — английское, 16 — ирландское.
Из 107 домашних хозяйств 56,1 % представляли собой совместно проживающие супружеские пары (28,0 % с детьми младше 18 лет), в 10,3 % семей женщины проживали без мужей, в 7,5 % семей мужчины проживали без жён, 26,2 % не имели семьи. В среднем домашнее хозяйство ведут 2,97 человек, а средний размер семьи — 3,61 человека.
Население местности по возрастному диапазону по данным переписи 2010 года распределилось следующим образом: 32,3 % — жители младше 18 лет, 5,7 % — между 18 и 21 годами, 55,9 % — от 21 до 65 лет и 6,0 % — в возрасте 65 лет и старше. Средний возраст населения — 31,3 года. На каждые 100 женщин в Николаевске приходилось 106,5 мужчин, при этом на 100 совершеннолетних женщин приходилось уже 108,7 мужчин сопоставимого возраста.
В 2010 году из 188 трудоспособных жителей старше 16 лет имели работу 87 человек. При этом мужчины имели медианный доход в 25 764 долларов США в год против 43 333 долларов среднегодового дохода у женщин. Медианный доход на семью оценивался в 65 833 $, на домашнее хозяйство — в 43 194 $. Доход на душу населения — 19 049 $. 8,0 % от всего числа семей в Николаевске и 12,3 % от всей численности населения находилось на момент переписи за чертой бедности.